# Moussa Manarov
Moussa Khiramanovitch Manarov (en russe : Муса Хираманович Манаров) est un cosmonaute soviétique, né le 22 mars 1951 à Bakou, en RSS d'Azerbaïdjan (Union soviétique).

## Biographie
Moussa Manarov est choisi en tant que cosmonaute soviétique le 1er décembre 1978, dans le 4e groupe civil (NPOE-4).
Il a passé un total de plus de 541 jours dans l'espace (dont 33 heures de sortie orbitale) et est à la retraite depuis le 23 juillet 1992.

## Vols réalisés
Moussa Manarov a volé deux fois comme ingénieur de vol :
- Le 21 décembre 1987, il participe à la mission Soyouz TM-4 lancée en direction de Mir, en tant que membre de l'expédition Mir EO-3 et retour par Soyouz TM-6 le 21 décembre 1988, après un séjour de plus de 365 jours sur Mir, établissant un nouveau record.
- Le 2 décembre 1990, départ sur Soyouz TM-11 pour un séjour de plus de 175 jours sur Mir, en tant que membre de l'expédition Mir EO-8. L'atterrissage a lieu le 26 mai 1991.